# Hypatios von Gangra

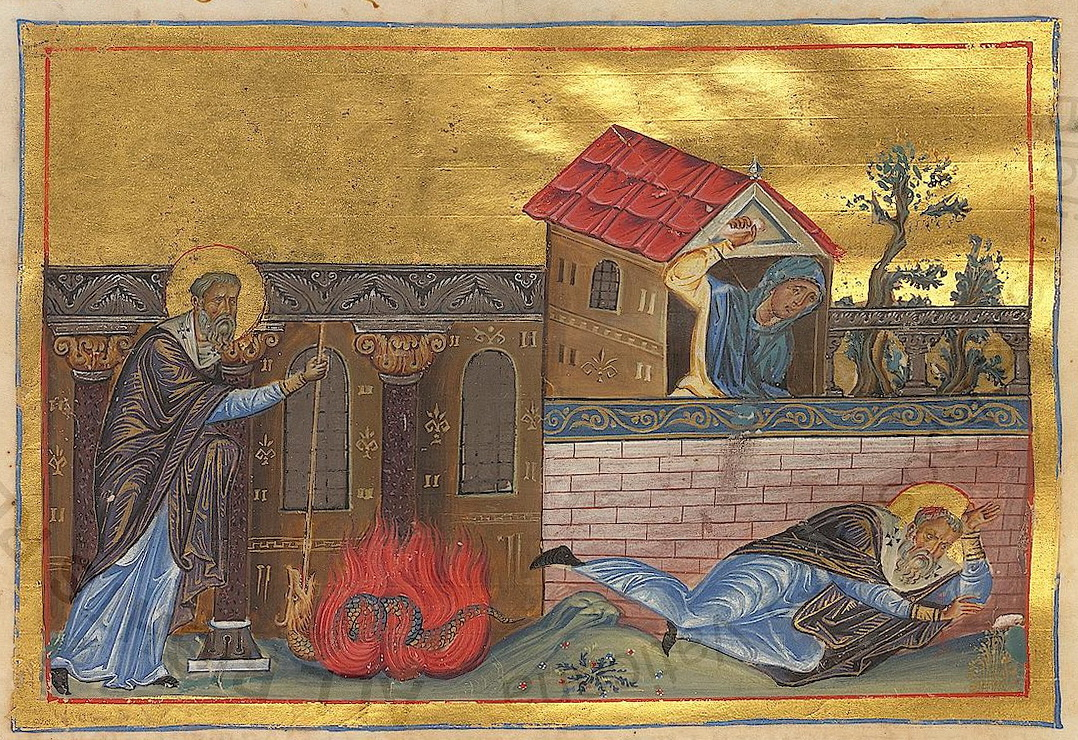
Hypatios von Gangra im Menologion Basileios’ II. f. 181

Hypatios von Gangra, griechisch: Ὑπάτιος († 326) war Bischof von Gangra (heute Çankırı) in Paphlagonien, Kleinasien.
Hypatios war nach dem Synaxarion von Konstantinopel Teilnehmer am Konzil von Nikaia 325, die Konzilsdokumente erwähnen seinen Namen jedoch nicht. Auf dem Rückweg von dort wurde er von Gegnern erschlagen.
Bald nach seinem Tod sollen sich an seinem Grab die ersten Wunder ereignet haben. Er wird in den orthodoxen und katholischen Kirchen als Heiliger und Märtyrer verehrt.